# کانر میسترسون
کنور میسترسون (انگلیسی: Conor Masterson؛ زادهٔ ۸ سپتامبر ۱۹۹۸) بازیکن فوتبال اهل جمهوری ایرلند است.
از باشگاه‌هایی که در آن بازی کرده‌است می‌توان به باشگاه فوتبال لیورپول اشاره کرد.
وی همچنین در تیم‌های ملی فوتبال زیر ۱۷ و ۱۹ سال جمهوری ایرلند بازی کرده‌است.